# スリーライズ
株式会社スリーライズ (THREERISE) は、東京都港区六本木にある日本のモデルプロダクションである。2006年4月設立。
主にレースクイーンを中心とした女性タレントが所属している。

## 所属タレント
※2023年時点
- 瀬谷ひかる
- 福江ななか
- 五十川ちほ
- 村上楓
- 安西茉莉
- 央川かこ
- 熊林保奈美
- 愛川菜月
- 江戸川ひなの
- 蒼井じゅの
- 菅田れもん
- 前田里奈
- 水神きき

## 旧所属タレント
- 古崎瞳（2TOUCH（以前は業務提携）に移籍）
- 横山かおり（2011年4月に引退）
- 栗木ゆい（2011年7月に離脱）
- 高間綾
- 佐取杏
- 森杏奈
- 美波千夏（2010日本レースクイーン大賞）
- 清水恵美
- 真先由紀奈
- 彩世めい
- 中條明香
- 北原さつき
- 高島はるか
- 相沢真美
- 彩イリス（旧「青山イリス」。神コレ ワンライフモデルオーディション審査員特別賞）
- 愛原涼（2013年9月退所[1]）
- 岩月セリナ（現在はボン・イマージュに移籍し、「望月芹名」に改名）
- 石鍋しのぶ（スタイルコーポレーションに移籍し、「武田しのぶ」に改名[2]）
- 飯井希枝
- 千葉さくら（体調不良によって引退）
- 新庄千歳
- 広瀬茉夢
- 立花サキ（2011日本レースクイーン大賞、2011-12レースクイーン・オブ・ザ・イヤー）
- 前田真麻
- 高田亜鈴
- 有馬綾香（中野綾香）
- 立花かな（立花サキの実妹）
- 岩田明子
- 桜木ゆい
- 朔矢あいね
- 日下真実
- 上福佑季
- 春野佳弥
- 清瀬まち（「レッドブル・エアレース千葉2017」にて、エアレースクイーン大賞2017グランプリ）
- シズカ
- 白石みさ
- 神尾美月
- あやきいく
- 星野奏
- 成海梓